# La intervención norteamericana
La Intervención norteamericana o Sacrificio de los Niños Héroes o La gesta heroica de 1847 es un mural de Gabriel Flores realizado en 1967 en el Castillo de Chapultepec. Representa la batalla contra tropas estadounidenses en el Castillo de Chapultepec, en 1847.

## Descripción
En el mural se puede observar a Juan Escutia cayendo con la bandera de México, con un águila, que simboliza a la nación mexicana, de fondo. Se pueden apreciar edificios como el ex Convento de Churubusco, el Castillo de Chapultepec, y la Catedral (lugares donde se dieron las batallas más importantes). 
Los corceles simbolizan a los caballos del Apocalipsis, dando a entender que esta guerra implicó una serie de desgracias para México. El barco ubicado en la izquierda es una de las naves que penetraron al territorio nacional por Veracruz, al mando del general Winfield Scott.
En una de las esquinas se observa un barco representando una de las naves que ingresó al país por Veracruz. Así como un cadáver y desperdicios que simbolizan el resultado de la guerra: el destrozo humano y material que sufrió el país.